# Cordia sprucei
Cordia sprucei là loài thực vật có hoa trong họ Mồ hôi. Loài này được Mez mô tả khoa học đầu tiên năm 1890.